# (73728) 1993 FP40
(73728) 1993 FP40 – planetoida z pasa głównego asteroid okrążająca Słońce w ciągu 3,76 lat w średniej odległości 2,42 j.a. Odkryta 19 marca 1993 roku.